# Pehr Laurell
Pehr Lorentz Laurell, född 8 november 1837 i Västra Ämterviks socken, Värmland, död 6 mars 1906 i Stockholm, var en svensk väg- och vattenbyggnadsingenjör. Han var far till Signe, Inez och Gunnar Laurell.

## Biografi
Laurell blev student vid Uppsala universitet 1858, utexaminerades från Högre artilleriläroverket på Marieberg 1861, blev 1864 löjtnant i Väg- och vattenbyggnadskåren, där han avancerade till överstelöjtnant 1902. Under sina första ingenjörsår var han anställd vid järnvägsbyggnader och utförde som arbetschef bland annat en kanal mellan Västra och Östra Silen. Åren 1870–1877 ägnade han sig åt massaindustrin, byggde fabrikerna vid Dals Långed och Munkedal och verkade som disponent vid den senare under fem år, samtidigt som han  som överingenjör ledde utförandet av Dalslands Järnväg. Åren 1877–1888 ledde han det omfattande arbetet med att sänka Hjälmaren och Kvismaresjöarna och 1886–1892 byggandet av Mora-Vänerns Järnväg, samtidigt som han som entreprenör utförde arbeten för upprensning av farleder vid bland annat Luleå, Piteå och Sundsvall. Efter 1888 arbetade han som ingenjörskonsult, huvudsakligen för vattenbyggnadsarbeten. Åren 1896–1902 utarbetade han på Väg- och vattenbyggnadsstyrelsens förordnande förslag till djup farled mellan Vänern och havet, till fördjupning av Vänerns hamnar samt till reglering av Vänerns avlopp.
Åtskilliga förslag till broar, hamnar, farleder och andra vattenbyggnader härstamma från Laurell. Särskilt kan nämnas vattenkraftanläggningar vid Alby i Ljungan, Finsjö i Emån, Voikka, Läskilä, Siitola och Nokia i Finland. Han utarbetade ett förslag till kraftanläggningar i Dalälven för Stockholms stad samt var ledamot av en expertkommission för bedömande av förslag till kraftöverföring från Vuoksen till Sankt Petersburg.
Laurell är begravd på Norra begravningsplatsen utanför Stockholm.